# من أحلى بيوت راس بيروت (مسلسل)
من أحلى بيوت راس بيروت مسلسل لبناني درامي اجتماعي عرض في عام 2001 على شاشة المؤسسة اللبنانية للإرسال  بجزئه الأول والثاني عام 2003

## قصة العمل
يطرح علاقة الأهل بأولادهم عندما يبلغون سن المراهقة، ذلك العمر المهمل المتأرجح بين الطفولة والنضج قامت الممثلة رندة كعدي دور السيدة نجوى صاحبة البيت التي تحول منزلها إلى مهجع للطلاب لتحل مشكلة مالية تتعرض لها 

## الممثلون
استعان المخرج مروان نجار بوجوه جديدة قادمة إلى عالم التمثيل من دون خبرة أو تمرس، وتراوحت أعمارهم بين 10 و20 سنة. وصل عدد الممثلين في « إلى 100 عنصر ما عدا الكومبارس من بينهم بضعة ممثلين مخضرمين للعب دور الأهل وهم رندة كعدي وعاطف العلم وأسعد رشدان
- رنده كعدي

```
(نجوى)
```

- سامر أبو رزق

```
(رودي)
[
4
]
```

- سيزار ناعسي

```
(فادي)
[
5
]
```

- عايدة صبرا

```
(فدوى)
```

- جوزيف سعيد

```
(فؤاد)
```

- أسعد رشدان

```
(وليد)
```

- وجيه صقر

```
(نزيه)
```

- لمى نجار

```
(لمى)
```

- زياد نجار

```
(سامي)
```

- أسامة العلي

```
(كمال)
```

- جيهان أرسونيوس

```
(شيرين)
```

- رنا نجار

```
(ليلى)
```

- طارق سويد

```
(سامر)
```

- رينيه ديك

```
(ناهية)
```

- مارون شرفان

```
(فايز)
```

- علي فرحات

```
(بشارة)
```

- ختام اللحام

```
(نضال)
```

- ليلى أبي سعد

```
(مهى)
```

- محمد الخطيب

```
(نديم)
```

- شريف عيتاوي

```
(عبود)
```

- طلال الشامي

```
(شوقي)
```

- ناظم عيسى

```
(عبد الكريم)
```

- ليلى قمري

```
(عليا)
```

- عايدة صبرا

( ندى مديرة المدرسة)
- نهلا داوود

```
(سامية)
```

- عايدة أبو ناضر

```
(نوال)
```

- لورين قديح

```
(عايدة)
```

- أميه لحود

```
(جميلة)
```

- زياد نجار

```
(سامي)
```

- بسيم مرعب

```
(سعد)
```

- عاطف العلم

```
(إسكندر)
```

- رندة علم

```
(ريم)
```

- جيهان أرسانيوس

```
(شيرين)
```

- ميرنا دالي

```
( رانيا)
```

- وسام بريدي

## شارة المسلسل
- كلمات مروان نجار
- ألحان فؤاد وآربي عواد
- غناء نادين عواد